# El Tablón
El Tablón é um município da Colômbia, localizado no departamento de Nariño.